# Ким Чхоль Мин
Ким Чхоль Мин (кор. 김철민; 29 ноября 1992, Анян) — корейский конькобежец, серебряный призёр олимпийских игр 2014 года, серебряный и бронзовый призёр чемпионата мира, 2-кратный чемпион и 11-кратный призёр чемпионата Кореи в конькобежном спорте. Чемпион мира 2011 года в шорт-треке. Выступает за команду "Incheon Sports Toto" Инчхон.

## Биография
Ким Чхоль Мин начал кататься на коньках в возрасте 7 лет, когда учился в начальной школе в Квачхоне. Он стал заниматься конькобежным спортом, но ему не доставляло особого удовольствия катание на коньках. Только благодаря его отцу Чхоль Мин продолжал тренировки. Его отец Ким Дэ Сок ещё до рождения сына открыл бизнес по производству коньков. Бизнес стал успешным, и ботинки носили многие корейские фигуристы, а также спортсмены из других стран. Его младшая сестра Ким Дам Мин была чемпионкой мира по шорт-треку. На длинной дорожке Чхоль Мин выступал до 2007 года, после чего перешёл в шорт-трек. 
Он сломал правую бедренную кость во время тренировки в октябре 2009 года и выбыл из строя на три месяца. В 2010 году Чхоль Мин попал в сборную самым молодым членом для участия в этапах Кубка мира 2010/11, трижды попадал на подиум, однажды выиграл золото в заезде на 1500 метров. В марте 2011 года Ким в составе сборной Южной Кореи выиграл золотую медаль последнего командного чемпионата мира по шорт-треку, а на индивидуальном чемпионате мира по шорт-треку вместе с партнёрами занял 4-е место в составе эстафеты.
В 2011 году из-за старой травмы в правом бедре он ушёл из шорт-трека и стал заниматься конькобежным спортом. В 2012 году на чемпионате Кореи среди юниоров выиграл серебряную медаль в многоборье, а следом на чемпионате мира среди юниоров занял 3-е место в забеге на 5000 м и 2-е в командной гонке. После успешных выступлении в юниорских соревнованиях был приглашен в национальную сборную. В ноябре 2012 года стал вторым в многоборье на чемпионате Кореи, а в декабре на чемпионате Азии выиграл бронзовые медали в забегах на 5000 м и 10 000 м.
В марте 2013 года на чемпионате мира на отдельных дистанциях выиграл впервые серебряную медаль в командной гонке. В сезоне 2013/14 Чхоль Мин был на трёх подиумах Кубка мира в командной гонке и в декабре на зимней Универсиаде в Трентино завоевал золото в командной гонке. На зимних Олимпийских играх в Сочи в феврале 2014 года он принимал участие в двух дисциплинах. В старте на 5000 м, занял итоговое 24 место, а в командной гонке, вместе с Ли Сын Хуном и Чу Хён Джуном, завоевал серебряную награду, уступив в финальном забеге конькобежцам из Голландии.
В сезоне 2014/15 Чхоль Мин на Кубке мира дважды стал вторым в командной гонке и на 4-м этапе выиграл с партнёрами гонку. Он также стал пробовать на Кубке мира участие в масс-старте и однажды занял 2-е место. В 2015 году на чемпионате мира на отдельных дистанциях в Херенвене завоевал бронзовую медаль в командной гонке. Через год на чемпионате мира в Коломне стал 19-м в масс-старте и 5-м в командной гонке. В феврале 2017 года Ким занял 8-е место в забеге на 1500 м на 8-х зимних Азиатских играх в Обихиро. 
В 2019 году на чемпионате Кореи стал чемпионом в многоборье. В августе 2019 года Ким Чхоль Мин вместе с четырьмя конькобежцами был дисквалифицирован на два месяца за употребление алкоголя на тренировке в их тренировочном центре в Сеуле. Последние пять сезонов он не показывал хороших результатов, выступая в основном только на национальных соревнованиях.

## Личная жизнь
Ким Чхоль Мин окончил Корейский национальный университет спорта на факультете физического воспитания. Женат на Соль Ю Джин.